# Livilla baetica
Livilla baetica är en insektsart som beskrevs av Percy 2002. Livilla baetica ingår i släktet Livilla och familjen rundbladloppor. Inga underarter finns listade i Catalogue of Life.